# 曹昉
曹昉（1525年—？），字子明，陝西慶陽府寧州人，軍籍，明朝政治人物。

## 生平
嘉靖二十五年（1546年）丙午科陝西鄉試第二十二名舉人，隆慶二年（1568年）中式戊辰科會試第二百名，三甲第二百四十三名進士。授河南葉縣知縣。萬曆二年（1574年）任西平县知县，官至主事。

## 家族
曾祖曹寬；祖父曹景通，布政司庫副使；父曹文學，縣丞。母姜氏。慈侍下。兄曹時（貢士）、曹昕、曹暘（知州），弟曹暐、曹曜、曹曉。